# Tadasi Nakayama
Tadasi Nakayama (japonès: 中山正)  (Tòquio, 26 de juliol de 1912 - Nagoya, 5 de juny de 1964), a vegades transliterat Tadashi, va ser un matemàtic japonès.
Nascut a Tòquio, es va graduar a la Universitat Imperial de Tòquio el 1935. A partir d'aquest mateix any va ser professor de la universitat Imperial d'Osaka fins al 1942, excepte el bienni 1937-1939 en el qual va fer una estança a l'Institut d'Estudis Avançats de Princeton. El 1941, va rebre un doctorat per la Universitat Imperial d'Osaka amb una tesi sobre les àlgebres de Frobenius. El 1942 va ser nomenat professor de la universitat de Nagoya, en la qual va romandre fins a la seva mort el 1964, amb l'excepció d'algunes estances a universitats americanes i alemanyes. Va rebre el premi de l'Acadèmia del Japó el 1954. Famós pels seus treballs en àlgebra, amb els quals va descobrir el lema de Nakayama, la conjectura de Nakayama i la regla de Murnaghan-Nakayama. Va morir de tuberculosi l'any 1964.